# Stor-Suonger
Stor-Suonger är en sjö i Arjeplogs kommun i Lappland och ingår i Skellefteälvens huvudavrinningsområde. Sjön har en area på 0,973 kvadratkilometer och ligger 442 meter över havet.

## Delavrinningsområde
Stor-Suonger ingår i det delavrinningsområde (733802-157099) som SMHI kallar för Mynnar i Uddjaure. Medelhöjden är 445 meter över havet och ytan är 11,29 kvadratkilometer. Det finns inga avrinningsområden uppströms utan avrinningsområdet är högsta punkten. Vattendraget som avvattnar avrinningsområdet har biflödesordning 2, vilket innebär att vattnet flödar genom totalt 2 vattendrag innan det når havet efter 274 kilometer. Avrinningsområdet består mestadels av skog (62 procent) och sankmarker (28 procent). Avrinningsområdet har 1,22 kvadratkilometer vattenytor vilket ger det en sjöprocent på 10,8 procent.